# Frankatura dachówkowa
Frankatura dachówkowa – filatelistyczna nazwa frankatury znaczkowej, składa się z wielu znaczków pocztowych, które nalepione są w sposób zachodzący na siebie (tak, jak dachówka).
Sposób ten wykorzystywano w okresie inflacji w Polsce i Niemczech (1922–1923), stosowanie tej metody było przymusem – znaczki z dnia na dzień stawały się mniej wartościowe, przez co naklejano coraz więcej znaczków, które z czasem nie mieściły się na listach i przesyłkach (pomimo bieżących dostaw znaczków o wyższych nominałach). Listy i koperty wysyłano zaklejone w całości znaczkami w sposób dachówkowy, a czasami z dodatkowym arkuszem papieru, również ze znaczkami.